# Tillakaratne Dilshan
Tillakaratne Dilshan (nacido el 14 de octubre de 1976) es un exjugador de críquet de Sri Lanka y excapitán del equipo nacional de críquet de Sri Lanka. Dilshan ganó el premio a la interpretación internacional del año Twenty20 en los premios ICC de 2009. Ganó el trofeo de hombre de la serie por sus actuaciones de bateo individuales en el torneo de la copa mundial Twenty20 de la ICC del 2009. También fue un miembro clave del equipo que ganó la copa mundial ICC 2014 Twenty20 y formó parte del equipo que llegó a la final de la copa mundial de cricket 2007, la copa mundial de cricket 2011, la copa mundial ICC 2009 Twenty20 y la copa mundial ICC 2012 Twenty20.

## Carrera internacional
El 18 de noviembre de 1999, Dilshan hizo su debut en Test Cricket para Sri Lanka contra Zimbabue. Hizo su debut en One Day International contra Zimbabue el 11 de diciembre de 1999. El 15 de junio de 2006, hizo su debut en Twenty20 contra Inglaterra.
El 28 de agosto de 2016, Dilshan se retiró del cricket One Day International y del cricket Twenty20 el 9 de septiembre de 2016. Dilshan se retiró de Test Cricket en 2013.